# In-karta
In-karta – bezstykowa karta chipowa, standardu Mifare DESFire, wydawana przez České dráhy (koleje czeskie) dla swoich klientów. Wyglądem i wielkością przypomina kartę kredytową. Kartę wprowadzono na jesieni 2006, kiedy to zaczęto wycofywać jej poprzednią, papierową wersję ze zdjęciem, odnawianą corocznie - Kartę Z.

## Rodzaje
In-karta jest wydawana w dwóch wariantach: služební (służbowa) i zákaznická (stałego klienta).
Zákaznická In-karta jest przeznaczona dla stałych klientów kolei czeskich oraz szeregu innych odbiorców, w tym obywateli zagranicznych. Może być zakupiona w czterech wariantach:
- In-zákazník - zniżka w wariancie dla podróżnych w różnych grupach wiekowych (w podstawowym wariancie umożliwia korzystanie z tzw. ceny dla stałych klientów - zákaznické jízdné, a w innych pozwala skorzystać z dodatkowych zniżek),
- In-junior - zniżka dla podróżnych do 26 lat (zniesiona w 2008),
- In-senior - zniżka dla podróżnych powyżej 70 lat (sieciowa na pociągi osobowe i przyspieszone),
- In-gold - bilet sieciowy na 1. klasę z dowolną datą ważności (od tygodnia do 3 lat).

Služební In-karta (karta służbowa) jest przeznaczona dla pracowników kolei czeskich i niektórych innych organizacji kolejowych, jak również dla członków rodzin. Umożliwia nie tylko przejazd, ale także wstęp do niektórych obiektów z ograniczonym dostępem i umożliwia korzystanie ze służbowych urządzeń biurowych.

## Krytyka
České dráhy były krytykowane w mediach za to, że za pośrednictwem In-kart zdobywają wielką ilość danych osobowych na temat swoich klientów. Karta zwyciężyła nawet w czeskiej wersji konkursu Big Brother Awards w kategorii Niebezpieczna nowa technologia, dlatego że klient kupując produkt, musiał wyrazić zgodę na dalsze przetwarzanie swoich danych przez firmy trzecie.